# 884 TCN
884 TCN là một năm trong lịch La Mã.